# Péninsule de Blambangan
Pour les articles homonymes, voir Blambangan.
La péninsule de Blambangan est une péninsule constituant la pointe sud-est de l'île de Java en Indonésie. Elle est située dans le kabupaten de Banyuwangi.
Dans la péninsule se trouve le parc national d'Alas Purwo. Son nom signifie « forêt première » car d'après une légende javanaise, la terre a commencé à émerger de l'océan en cet endroit. D'une superficie de 434 km2, le parc est constitué de mangrove, de savane, de forêt tropicale et de plages bordées de coraux.
La plage de Plengkung, dans la baie de Grajagan, est connue des surfers du monde entier ("G-Land").